# Олівейра-де-Аземейш (парафія)
Олівейра-де-Аземейш (порт. Oliveira de Azeméis; МФА: [o.ɫi.ˈvɐj.ɾɐ dɨ ɐ.zɨ.ˈmɛjʃ]) — парафія в Португалії, у муніципалітеті Олівейра-де-Аземейш. Розташована в західній частині країни, на теренах історичної португальської провінції Бейра. Входить до складу округу Авейру. За адміністративним поділом, чинним до 1976 року, терени парафії були складовою провінції Берегова Бейра. Належить до Авейрівської діоцезії Католицької церкви. Патрон — святий Михаїл. Площа — 9,2539 км². Населення — 12204 ос. (2011). Середньо урбанізований регіон. Густота населення — 1318,8 осіб/км²
. Код — 011309.

## Населення
| Кількість мешканців | Кількість мешканців | Кількість мешканців | Кількість мешканців | Кількість мешканців | Кількість мешканців | Кількість мешканців | Кількість мешканців | Кількість мешканців | Кількість мешканців | Кількість мешканців | Кількість мешканців | Кількість мешканців | Кількість мешканців | Кількість мешканців |
| ------------------- | ------------------- | ------------------- | ------------------- | ------------------- | ------------------- | ------------------- | ------------------- | ------------------- | ------------------- | ------------------- | ------------------- | ------------------- | ------------------- | ------------------- |
| 1864                | 1878                | 1890                | 1900                | 1911                | 1920                | 1930                | 1940                | 1950                | 1960                | 1970                | 1981                | 1991                | 2001                | 2011                |
| 2.280               | 2.502               | 2.699               | 2.822               | 3.165               | 3.270               | 3.682               | 4.323               | 5.268               | 5.953               | 7.683               | 8.692               | 9.679               | 11.168              | 12.204              |